# 황은주
황은주(1987년 6월 22일~)는 대한민국의 레슬링 선수이다. 

## 경력
전라남도 여수시 출신으로 어린 시절에는 유도를 하다가 레슬링으로 전향했다.
2014년 9월 대한민국 인천에서 열린 2014년 아시안 게임에 참가하여 여자 자유형 -75kg 부문에서 동메달을 획득했다.